# Đàn Kiện Thứ
Đàn Kiện Thứ (tiếng Trung: 檀健次; pinyin: Tán Jiàncì; sinh ngày 05 tháng 10 năm 1990), cũng được biết đến với nghệ danh JC-T, là nam một diễn viên, ca sĩ, rapper và vũ công người Trung Quốc. Anh là thành viên nhỏ tuổi nhất của nhóm nhạc M.I.C và hiện tại đang hoạt động chủ yếu với tư cách là một diễn viên. Đàn Kiện Thứ được biết đến nhiều qua các vai diễn như Tư Mã Chiêu - Quân sư Liên Minh (2017), Tào Phi - Tam Quốc cơ mật (2018), Trần Nhẫn Hương - Bên tóc mai không phải hải đường hồng (2020), Thẩm Dực - Lạp tội đồ giám (2022), Tần Hoài - Bạn có an toàn? (2022), Tương Liễu - Trường tương tư (2023), Mạc Thanh Thành (Thương Thanh Từ) - Rất nhớ, rất nhớ anh (2023), Bạch Hiểu Vũ - Em Người Mà Tôi Đã Đánh Mất (2024) và một số vai diễn khác.
Hiện tại, Đàn Kiện Thứ đang hợp tác với Công ty văn hóa và truyền thông Diệu Khách Thượng Hải để tiếp tục phát triển sự nghiệp diễn xuất của mình.

## Tiểu sử
Đàn Kiện Thứ sinh ra và lớn lên tại Bắc Hải, Quảng Tây. Anh học tại trường Tiểu học số 3 Bắc Hải trước khi chuyển đến Kumamoto, Nhật Bản cùng gia đình trong vòng một năm vào thời điểm khi anh được 6 tuổi. Cũng tại thời điểm đó, anh đã đổi tên mình thành Kenji (健次) do vô cùng yêu thích và hâm mộ nhân vật Kenshiro - nhân vật chính trong bộ truyện tranh Hokuto no Ken (tên tiếng Việt: Bắc Đẩu thần quyền). Anh quay lại Trung Quốc năm 7 tuổi và tiếp tục theo học trường Tiểu học Bắc Hải số 3. Dưới sức ảnh hưởng của ông hoàng nhạc pop Michael Jackson, anh bắt đầu tham gia lớp học khiêu vũ vào thời gian rảnh. Năm 13 tuổi, anh theo học Trường trung học trực thuộc Học viện Khiêu vũ Bắc Kinh ( Beijing Dance Academy)- nơi anh bắt đầu theo đuổi Khiêu vũ thể thao chuyên nghiệp. Năm 2006, anh tham dự 3 cuộc thi về khiêu vũ và lần lượt đạt được các thành tích như sau:
- Giải đấu toàn quốc Cúp Đào Lý lần thứ 8 - Hạng mục thiếu niên - Quán quân nhảy Latin[2]
- Giải vô địch Khiêu vũ thể thao toàn quốc - Hạng mục Chuyên nghiệp dưới 16 tuổi - Quán quân nhảy Latin và hạng 5 nhảy hiện đại.
- Giải IDSF Thế giới Thượng Hải thường niên mở rộng vòng chung kết - Hạng mục Dưới 16 tuổi - Hạng 3 khiêu vũ Latin và hạng 4 nhảy hiện đại.

Năm 2007, anh được tuyển thẳng vào Đại học Thể Thao Bắc Kinh - chuyên ngành Nghệ thuật.

## Sự nghiệp
Năm 2006, Đàn Kiện Thứ được lựa chọn trở thành một trong số những thực tập sinh của dự án nhóm nhạc thuộc công ty Taihe Rye Music, bắt đầu quá trình huấn luyện dài 3 năm kể từ năm 2007.
Năm 2009, với tư cách là thành viên của nhóm nhạc M.I.C., anh và các thành viên khác của nhóm debut tại sân khấu Thành Đô WCG (World Cyber Games). Cũng trong năm này, nhóm tham gia MIGU Star Academy và giành được chiến thắng cuối cùng. Họ chính thức debut vào tháng 10 năm 2010
Năm 2008, Đàn Kiện Thứ có vai diễn đầu tay trong bộ phim điện ảnh Bí Ngạn được đạo diễn bởi Trương Nhất Bạch. Trong phim, anh đóng vai Tiểu Xuyên - một thiếu niên sầu đời mất người thân
Tháng Ba năm 2012, Đàn Kiện Thứ tham gia cuộc thi Vũ lâm đại hội và giành hạng được hạng 4 chung cuộc.
Tháng Mười Hai năm 2014, Đàn Kiện Thứ phát hành single solo đầu tiên mang tên Fly Away.
Tháng Một năm 2015, Đàn Kiện Thứ tham gia diễn xuất trong bộ phim sit-com đầu tay có tên Hoa Dạng Giang Hồ.
Tháng Năm năm 2015, Đàn Kiện Thứ diễn nhạc kịch Tiểu Thời Đại - được chuyển thể từ bộ phim cùng tên.
Năm 2017, Đàn Kiện Thứ tham gia bộ phim thuộc chủ đề lịch sử Liên minh quân sư (2017). Trong phim, anh thủ diễn nhân vật Tư Mã Chiêu, người con trai thứ hai của nhân vật chính Tư Mã Ý. Vai diễn này đã giúp anh có được nhiều sự chú ý về khả năng diễn xuất của mình.
Năm 2018, Đàn Kiện Thứ thủ vai Tào Phi, người con thứ hai của Tào Tháo và là vị hoàng đế đầu tiên của Vương triều Ngụy trong bộ phim Tam Quốc cơ mật . Cùng năm đó, anh tham gia cuộc thi Tôi là diễn viên và có được sự công nhận của khán giả đồng thời cũng đạt được điểm A trong show này. Sau đó, Đàn Kiện Thứ tham gia phim truyền hình Hóa ra anh vẫn ở đây, với vai diễn Chu Tử Dực.
Năm 2019, Đàn Kiện Thứ xuất hiện trong bộ phim truyền hình Đưa bố đi du học với vai diễn Trần Khải Văn và phim điện ảnh Sủng ái với vai diễn La Hoa, đồng thời Đàn Kiện Thứ cũng đảm nhiệm hát ca khúc chủ đề phim Sủng ái.
Năm 2020, Đàn Kiện Thứ tham gia diễn xuất trong bộ phim Bên tóc mai không phải hải đường hồng và nhận được rất nhiều lời khen cho màn hóa thân thành đào kép Trần Nhẫn Hương. Cùng năm đó, Đàn Kiện Thứ đạt giải quán quân của chương trình Bạn mỉm cười thật đẹp của đài truyền hình Hồ Nam. Trong năm này, anh cũng hoàn tất vai diễn Quan Chấn Lôi trong phim truyền hình Centimet tình yêu. Sau đó, thông qua quá trình tuyển chọn diễn viên, Đàn Kiện Thứ thành công lấy được vai diễn chính trong bộ phim Phong Hỏa Lưu Kim (chưa chiếu) chuyển thể từ tiểu thuyết đam mỹ Sát Phá Lang của tác giả Priest - đại soái, tướng quân thống lĩnh Huyền Thiết doanh Cố Quân (An Định hầu Cố Tử Hi) (thông tin nhân vật có thể bị thay đổi khi lên sóng). Cuối năm 2020, Đàn Kiện Thứ tham gia chương trình Theo đuổi ánh sáng đi! Anh trai Mùa 1.
Năm 2022, bộ phim Lạp tội đồ giám do Đàn Kiện Thứ thủ vai chính lên sóng trên IQiyi đã giúp anh thu về rất nhiều lời khen của khán giả khi chứng kiến khả năng hóa thân vô cùng thuyết phục vào nhân vật Thẩm Dực - một cảnh sát, một họa sĩ vẽ chân dung thiên tài. Thẩm Dực đã sử dụng tài năng thiên bẩm của mình, cùng với người đồng đội Đỗ Thành (Kim Thế Giai), điều tra sự thật về cái chết của một vị cảnh sát đáng kính, có liên quan đến một bức họa mà anh từng vẽ nhiều năm về trước.
Ngày 16 tháng 09 năm 2022, Đàn Kiện Thứ và Châu Dã hợp tác trong bộ phim truyền hình Rất nhớ, rất nhớ anh - chuyển thể từ tiểu thuyết cùng tên của tác giả Mặc Bảo Phi Bảo. Ngày 11 tháng 09 năm 2022, Đàn Kiện Thứ thủ vai nam chính Tần Hoài trong bộ phim truyền hình về chủ đề an ninh mạng Bạn có an toàn? và đồng thời cũng đảm nhiệm hát ca khúc chủ đề phim I Got You.
Ngày 20 tháng 04 năm 2023, album đầu tay Dreams của Đàn Kiện Thứ được phát hành. Ngày 24 tháng 7 năm 2023, bộ phim truyền hình Trường tương tư - chuyển thể từ tiểu thuyết cùng tên thuộc hệ liệt Sơn Hải Kinh của tác giả Đồng Hoa phát sóng với sự tham gia diễn xuất đặc biệt của Đàn Kiện Thứ trong vai Cửu Mệnh Tương Liễu.

## Danh sách phim

### Phim điện ảnh
| Sản xuất | Công chiếu | Tên phim                                                                     | Tên tiếng Trung | Vai diễn                            | Ref.   |
| -------- | ---------- | ---------------------------------------------------------------------------- | --------------- | ----------------------------------- | ------ |
| 2008     | 2009       | Bí Ngạn (Lost, Indulgence)                                                   | 秘岸            | Tiểu Xuyên (Xiao Chuan / 小川)      |        |
|          | 2012       | Đạo Bản Miêu                                                                 |                 | Hiphop Nhất Tộc                     |        |
|          | 2015       | Mộng Hồi Gia Tiên                                                            | 梦回诸仙        | Quách Tiếu Đan (Guo Xiao Dan)       |        |
|          | 2016       | Sổ Ghi Chép Kinh Dị (Scary notes)                                            | 恐怖笔记        | Trâu Diên (Zou Yan / 邹衍)          | [ 21 ] |
|          | 2016       | Thiên Sư Phục Ma 2 – Thí Hồn (Heavenly Master Conquers Demons - Kills Souls) | 天师伏魔·弑魂   | Cao Viễn (Gao Yuan / 高远)          | [ 22 ] |
|          | 2017       | Thiên Sư Phục Ma 3 – Trùng Sinh (Heavenly Master Conquers Demons - Reborn)   | 魔王重生        | Cao Viễn (Gao Yuan / 高远)          | [ 23 ] |
| 2019     | 2019       | Sủng Ái (Adoring)                                                            | 宠爱            | La Hoa (Luo Hua / 罗华)             | [ 16 ] |
| 2023     | 2024       | Em, Người Mà Tôi Đã Đánh Mất (I Miss You)                                    | 被我弄丢的你    | Bạch Hiểu Vũ (Bai Xiao Yu / 白晓宇) | [ 24 ] |
| 2025     |            | Đinh Tai Nhức Óc (Sound of Silence)                                          | 震耳欲聋        | Lý Kỳ (Li Qi / 李淇)                |        |

### Phim truyền hình
| Sản xuất | Phát sóng | Tên phim                                               | Tên tiếng Trung        | Vai diễn                                                                | Nền tảng               | Ref.   |
| -------- | --------- | ------------------------------------------------------ | ---------------------- | ----------------------------------------------------------------------- | ---------------------- | ------ |
| 2014     | 2014      | Canteen tình yêu (Soul Food)                           | 深爱食堂               | Tiểu Bác (Xiao Bo / 小博)                                               | Zhejiang TV            |        |
|          | 2015      | Hoa dạng giang hồ (Marvellous Human World)             | 花样江湖               | Kiện Thứ (Jian Ci / 健次)                                               | Mango TV               | [ 9 ]  |
|          | 2015      | Nam thần chấp sự đoàn (Intouchable)                    | 男神执事团             | Hoa Sinh Tô (Hua Sheng Su / 花生酥)                                     | Sohu TV                | [ 25 ] |
| 2016     | 2017      | Quân sư liên minh (The Advisors Alliance)              | 大军师司马懿之军师联盟 | Tư Mã Chiêu (Si Ma Zhao / 司马昭)                                       | Anhui TV, Jiangsu TV   | [ 11 ] |
| 2016     | 2017      | Hổ khiếu Long ngâm (Growling Tiger, Roaring Dragon)    | 虎啸龙吟               | Tư Mã Chiêu (Si Ma Zhao / 司马昭)                                       | Youku                  |        |
| 2017     | 2018      | Tam quốc cơ mật (Secret of Three Kingdoms)             | 三国机密之潜龙在渊     | Tào Phi (Cao Pi / 曹丕)                                                 | Tencent                | [ 12 ] |
| 2017     | 2018      | Hóa ra anh vẫn ở đây (Never Gone)                      | 原来你还在这里         | Châu Tử Dực (Zhou Zi Yi / 周子翼)                                       | Youku                  | [ 14 ] |
| 2018     | 2019      | Đưa bố đi du học (Over the Sea I Come to You)          | 带着爸爸去留学         | Trần Khải Văn (Chen Kai Wen / 陈凯文)                                   | Dragon TV, Zhejiang TV | [ 15 ] |
| 2019     | 2020      | Pháp sư vô tâm 3 (Wu Xin: The Monster Killer Season 3) | 无心法师3              | Hầu yêu (Hou Yao / 猴妖)                                                | iQiyi, Tencent, Youku  | [ 26 ] |
| 2019     | 2020      | Bên tóc mai không phải hải đường hồng (Winter Begonia) | 鬓边不是海棠红         | Trần Nhẫn Hương (Chen Ren Xiang / 陈纫香)                               | iQiyi                  | [ 17 ] |
| 2019     | 2020      | Centimet tình yêu (The Centimeter of Love)             | 爱的厘米               | Quan Chấn Lôi (Guan Zhen Lei / 关震雷)                                  | Hunan TV               | [ 27 ] |
| 2019     | 2020      | Kim tịch hà tịch (Twisted Fate of Love)                | 今夕何夕               | Bàng Ngọc (Pang Yu / 庞钰)                                              | Tencent                | [ 28 ] |
| 2019     | 2021      | Li ca hành (Court Lady)                                | 骊歌行                 | Châu Vương (Zhou Wang / 周王)                                           | iQiyi, Tencent, Youku  | [ 29 ] |
|          | 2021      | Gia tộc sống chung một nhà (Everybody in the house)    | 一宅家族               | Kiện Thứ Lang (Jian Ci Lang / 健次郎)                                   | iQiyi                  |        |
| 2011     | 2022      | Yêu vì yêu (Strength to fly)                           | 将爱之因为爱情         | Sử Nhất Lang (史一郎)                                                   | Tencent                | [ 30 ] |
| 2021     | 2022      | Lạp tội đồ giám (Under the Skin season 1)              | 猎罪图鉴               | Thẩm Dực (Shen Yi / 沈翊)                                               | iQiyi, Tencent         |        |
| 2021     | 2022      | Bạn có an toàn? (Are you safe)                         | 你安全吗               | Tần Hoài (Qin Huai / 秦淮)                                              | iQiyi, Tencent         |        |
| 2022     | 2023      | Trường tương tư 1 (Lost you forever 1)                 | 长相思                 | Tương Liễu (Xiang Liu / 相柳), Phòng Phong Bội (Fang Feng Bei / 防风邶) | Tencent                |        |
| 2022     | 2023      | Rất nhớ, rất nhớ anh (Love me, love my voice)          | 很想很想你             | Mạc Thanh Thành (Mo Qing Cheng / 莫青成)                                | Tencent                |        |
| 2022     | 2024      | Trường tương tư 2 (Lost you forever 2)                 | 长相思                 | Tương Liễu (Xiang Liu / 相柳), Phòng Phong Bội (Fang Feng Bei / 防风邶) | Tencent                |        |
| 2023     | 2024      | Tứ phương quán (Go East)                               | 四方馆                 | Nguyên Mạc (Yuan Mo / 元莫)                                             | iQiyi                  |        |
| 2024     | 2025      | Lạp tội đồ giám 2 (Under the Skin season 2)            | 猎罪图鉴2              | Thẩm Dực (Shen Yi / 沈翊)                                               | iQiyi, Tencent         |        |
| 2023     | 2025      | Bộ lọc (Filter)                                        | 滤镜                   | Đường Kỳ (Tang Qi / 唐奇)                                               | Tencent                |        |
| 2023     | TBA       | Tình yêu có pháo hoa (Love has fireworks)              | 爱情有烟火             | Lý Diệc Phi (Li Yi Fei / 李亦非)                                        | Tencent                |        |
| 2020     | TBA       | Phong hỏa lưu kim (Winner is King)                     | 烽火流金               | Cố Quân (Gu Yun / 顾昀)                                                 | Tencent                | [ 18 ] |

*Chú thích: in đậm là vai chính

### Sân khấu kịch
| Công diễn | Tên vở diễn                | Tên tiếng Trung | Vai diễn                  |
| --------- | -------------------------- | --------------- | ------------------------- |
| 2015      | Tiểu thời đại (Tiny Times) | 小时代          | Giản Khê (Jian Xi / 简溪) |

### Video âm nhạc và phim ngắn
| Năm phát hành | Thể loại      | Tên sản phẩm                                                   | Tên tiếng Trung               | Vai diễn  |
| ------------- | ------------- | -------------------------------------------------------------- | ----------------------------- | --------- |
| 2012          | Video âm nhạc | Nét chữ viết tay thanh xuân năm 90 - Cỗ máy thời gian tình yêu | 《90后青春手写体-爱的时光机》 |           |
| 2013          | Video âm nhạc | Thời gian khi gió nổi lên của Châu Tử Diễm                     | 《风起来的时光》周子琰        | Nam chính |
| 2016          | Phim ngắn     | Cô gái theo đuổi vì sao                                        | 《追星星的少女》              | Đông Vũ   |

## Chương trình truyền hình
| Năm phát sóng | Tên chương trình                     | Tên tiếng Trung     | Vai trò               | Nền tảng                                 | Notes/Ref.       |
| ------------- | ------------------------------------ | ------------------- | --------------------- | ---------------------------------------- | ---------------- |
| 2015          | Quốc sắc thiên hương (mùa 2)         |                     | Thí sinh              | China Tianjin TV                         | Cùng với M.I.C   |
| 2017          | Khoá giới hỉ kịch vương (mùa 2)      |                     | Thí sinh              |                                          | Ep. 6            |
| 2018          | Thiên thiên hướng thượng             | 天天向上            | Khách mời             | Hunan TV                                 | 20180701         |
| 2018          | Tôi là diễn viên                     | 我就是演员          | Thí sinh              | Zhejiang TV                              | [ 13 ]           |
| 2019          | Khoái lạc đại bản doanh (Happy Camp) | 快乐大本营          | Khách mời             | Hunan TV                                 | 20190302         |
| 2019          | Khoái lạc đại bản doanh (Happy Camp) | 快乐大本营          | Khách mời             | Hunan TV                                 | 20191221         |
| 2020          | Giọng hát trời ban (mùa 1)           | 天赐的声音 (第一季) | Thí sinh              | Zhejiang TV                              |                  |
| 2020          | Bạn cười lên thật đẹp                | 笑起来真好看        | Thí sinh              | Mango TV                                 | Overall champion |
| 2020          | Khoái lạc đại bản doanh (Happy Camp) | 快乐大本营          | Khách mời             | Hunan TV                                 | 20200530         |
| 2020          | Khóa giới ca vương (mùa 5)           | 跨界歌王 (第五季)   | Thí sinh              | Beijing TV                               | [ 32 ]           |
| 2020          | Đuổi theo ánh sáng đi! Ca ca!        | 追光吧！哥哥        | Thí sinh              | Dragon TV, Youku                         | Overall champion |
| 2021          | Niệm niệm đào hoa nguyên             | 念念桃花源          | Khách mời             | Zhejiang TV                              | Ep. 9            |
| 2021          | Khoái lạc đại bản doanh (Happy Camp) | 快乐大本营          | Khách mời             | Hunan TV                                 | 20210710         |
| 2021          | Nhà hàng Trung Hoa (mùa 5)           | 中餐厅 (第五季)     | Thành viên            | Mango TV                                 | Ep. 5-9          |
| 2021          | Tiếp chiêu đi tiền bối               | 接招吧！前辈        | Khách mời             | Dragon TV                                | Ep. 3            |
| 2022          | Nhiệm vụ ngọt ngào                   |                     | Khách mời             | Mango TV                                 |                  |
| 2022          | Đại hội trượt tuyết siêu thú vị      | 超有趣滑雪大会      | Khách mời             | iQiyi                                    | Ep. 2-4          |
| 2022          | Đến gặp bạn ngày tuyết bay           | 飘雪的日子来看你    | Khách mời             | BTV, Youku                               | Ep. 5            |
| 2022          | Xin chào, thứ bảy                    | 你好，星期六        | Thành viên thường trú | Hunan TV                                 | 20220226         |
| 2022          | Giọng hát trời ban (mùa 3)           | 天赐的声音 (第三季) |                       | Zhejiang TV                              | Ep. 4            |
| 2022          | Sân trường sôi động                  | 沸腾校园            | Huấn luyện viên       | Tencent                                  |                  |
| 2022          | Hương vị thân quen                   | 是很熟的味道呀      | Khách mời             | WeTV                                     | Ep.8             |
| 2023          | Nhà trọ của chúng ta                 | 我们的客栈          | Khách mời             | Chiết Giang Vệ Thị, iQiyi, Tencent,Youku | Ep. 10           |
| 2023          | Tiếng ca còn mãi                     | 声生不息            | Khách mời             | Hồ Nam satellite TV                      | Ep. 6-7          |
| 2023          | Xin chào, thứ bảy                    | 你好，星期六        | Thành viên thường trú | Mango TV                                 |                  |
| 2024          | Xin chào, thứ bảy                    | 你好，星期六        | Thành viên            | Mango TV                                 |                  |
| 2025          | Vừa gặp bạn liền cười                | 一见你就笑          | Khách mời             | Tencent                                  | Ep. 1            |
| 2025          | Xin chào, thứ bảy                    | 你好，星期六        | Thành viên            | Mango TV                                 |                  |
| 2025          | Ký túc xá của chúng ta               | 我们的宿舍          | Khách mời             | Mango TV                                 | Ep. 1            |
| 2025          | Let's sing together                  | 来吧来吧来吧        | Khách mời             | Douyin                                   | 12/08/2025       |

## Sản phẩm âm nhạc

### Album chung nhóm M.I.C
Xem thêm: MIC boy band§ Musical works

### Album cá nhân
| Năm phát hành | Ngày phát hành | Tên album  | Nhà sản xuất                               | Danh sách bài hát |
| ------------- | -------------- | ---------- | ------------------------------------------ | --- |
| 2023          | 20 tháng 4     | 《DREAMS》 | Trục Hiệp Âm Nhạc 柚汁音乐                 | 1. Intro: Dream Away 2. Mê hoặc (着迷) 3. Nhất niệm vô minh (一念无明) 4. Mộng cảnh (梦境) 5. IMMA GET IT 6. Xiềng xích (枷锁) 7. Đi qua, khói lửa nhân gian (路过，人间烟火) 8. IMMA GET IT (KAKA Remix) 9. Outro: Back to Reality 10. Mê hoặc (nhạc đệm) 着迷 (伴奏) |
| 2024          | 12 tháng 6     | 《Hoán》焕 | Giải trí Âm Nhạc Đằng Tấn 腾讯音乐娱乐集团 | 1. Mona Lisa (蒙娜丽莎) 2. Thời khắc đen tối (炙暗时刻) 3. INU 4. Đốt cháy (烧掉) 5. Sự cô độc mỹ lệ (美丽的孤独) 6. Những đốm lửa ấy (那些茨火) 7. Khi pháo hoa dần tan biến (一把烟火放完) 8. Tôi phải rời khỏi trái đất vào mỗi cuối tuần (每到周末我要离开地球)    |

### Đĩa đơn
| Năm phát hành | Ngày tháng phát hành | Tên bài hát/ Tên album               | Tên tiếng Trung | Album                                                       | Notes/Ref. |
| ------------- | -------------------- | ------------------------------------ | --------------- | ----------------------------------------------------------- | --- |
| 2014          | 10 tháng 12          | Fly Away                             |                 | Single - solo                                               | [ 8 ] |
| 2014          | 30 tháng 12          | Ladybro                              | 闺蜜            | Single - solo                                               | Cùng Triệu Vịnh Hâm (SteeloZ) |
| 2018          | 27 tháng 6           | Hồi ức muốn lưu giữ nhất             | 最想保存的回忆  | OST phim truyền hình Bạn Học 200 Triệu Tuổi (同学两亿岁)    | [ 34 ] |
| 2018          | 27 tháng 6           | Cậu biết tôi chứ                     | Do you know me  | OST phim truyền hình Bạn Học 200 Triệu Tuổi (同学两亿岁)    | |
| 2019          | 21 tháng 12          | Sủng ái                              | 宠爱            | OST phim điện ảnh Sủng Ái (宠爱)                            | |
| 2020          | 24 tháng 11          | Giá như người cũng đang nhớ nhung ta | 如果你也在想我  | OST phim truyền hình Kim Tịch Hà Tịch (今夕何夕)            | |
| 2022          | 7 tháng 3            | Lạp Tội Đồ Giám                      | 猎罪图鉴        | OST phim truyền hình Lạp Tội Đồ Giám (猎罪图鉴)             | |
| 2022          | 7 tháng 5            | Bất nhị nữ thần                      | 不二女神        | Ca khúc mừng Ngày của mẹ                                    | Cùng Lý Tuệ Trân (李慧珍) |
| 2022          | 31 tháng 5           | Chiến binh địa cầu                   | 地球戰士        |                                                             | |
| 2022          | 16 tháng 8           | Đăng Hoả Thiên Vạn                   | 灯火千万        | OST phim hoạt hình Tân Thần Bảng: Dương Tiễn                | |
| 2022          | 9 tháng 9            | Viên phấn                            | 粉筆            | Ca khúc mừng Ngày nhà giáo                                  | |
| 2022          | 10 tháng 9           | I Got You                            | I Got You       | OST phim truyền hình Bạn An Toàn Không? (你安全吗)          | |
| 2022          | 20 tháng 11          | Bữa tiệc tốc độ                      | 加速狂欢        | Ca khúc cổ vũ FIFA World cup 2022                           | Cùng Trương Kỳ (张淇), Lan Thiên Kỳ (兰天奇)                                                                                            |
| 2023          | 17 tháng 2           | Đi qua, khói lửa nhân gian           | 路过，人间烟火  | Ca khúc mở đường album solo 《DREAMS》                      | |
| 2023          | 15 tháng 3           | IMMA GET IT                          | IMMA GET IT     | Ca khúc chủ đạo album solo 《DREAMS》                       | |
| 2023          | 27 tháng 4           | Bạn cùng tôi                         | 有你有我        | Ca khúc quảng bá Đại hội thể thao châu Á 2023 tại Hàng Châu | Cùng Trương Thiều Hàm (张韶涵), Vương Gia Nhĩ (王嘉尔), Dương Vân Tình (杨芸晴)                                                         |
| 2023          | 9 tháng 6            | Nguyên sinh thuần tuý                | 原生纯萃        | Ca khúc quảng cáo Sữa A2                                    | |
| 2023          | 14 tháng 7           | 321 Xem                              | 321看           | Ca khúc chủ đề chương trình Xin chào, thứ 7! (你好，星期六) | Cùng Hà Cảnh (何炅), Vương Hạc Đệ (王鹤棣), Đinh Trình Hâm (丁程鑫), Dương Địch (杨迪), Tần Tiêu Hiền (秦霄贤), Uông Trạch Lâm (吴泽林) |
| 2023          | 27 tháng 7           | Thiên vị Khói Lửa Nhân Gian          | 偏爱人间烟火    | OST phim truyền hình Trường Tương Tư (长相思)               | Cùng Dương Tử (杨紫) |
| 2023          | 9 tháng 8            | Đợi mãi không đợi được               | 等不到的等待    | OST phim truyền hình Trường Tương Tư (长相思)               | |
| 2023          | 30 tháng 11          | Danh Sĩ Khúc Tứ Thủ                  | 名士曲四首      | OST phim truyền hình Rất Nhớ, Rất Nhớ Anh (很想很想你)      | Cùng Lý Thường Siêu (李常超), Huyền Tử (弦子), Liệt Thiên (裂天)                                                                        |
| 2023          | 30 tháng 11          | Dữ Quân Quy                          | 与君归          | OST phim truyền hình Rất Nhớ, Rất Nhớ Anh (很想很想你)      | Cùng Bất Tài (不才) |
| 2023          | 30 tháng 11          | Vạn Cốt Thôi Sa                      | 万骨催沙        | OST phim truyền hình Rất Nhớ, Rất Nhớ Anh (很想很想你)      | |
| 2023          | 30 tháng 11          | Sớm Chiều                            | 朝夕            | OST phim truyền hình Rất Nhớ, Rất Nhớ Anh (很想很想你)      | |
| 2023          | 30 tháng 11          | Thanh Thanh                          | 声声            | OST phim truyền hình Rất Nhớ, Rất Nhớ Anh (很想很想你)      | |
| 2023          | 30 tháng 11          | Bách Niên Mộng Khứ                   | 百年梦去        | OST phim truyền hình Rất Nhớ, Rất Nhớ Anh (很想很想你)      | |
| 2023          | 30 tháng 11          | Kim Phong Ngọc Lộ                    | 金风玉露        | OST phim truyền hình Rất Nhớ, Rất Nhớ Anh (很想很想你)      | |
| 2024          | 1 tháng 1            | Mona Lisa                            | 蒙娜丽莎        | Ca khúc mở đường album solo thứ 2 《Hoán》焕                | |
| 2024          | 9 tháng 7            | Đào Hoa Huyết                        | 桃花血          | OST phim truyền hình Trường Tương Tư (长相思)               | |
| 2024          | 18 tháng 8           | Chua Chua Ngọt Ngọt Thật Là Tôi      | 酸酸甜甜真的我  | Ca khúc quảng cáo Sữa chua Mông Ngưu                        | |
| 2024          | 13 tháng 11          | Không Cần Trả Lời                    | 不要回答        | Album nhạc Tam Thể                                          | Cùng Chu Triết Cầm (朱哲琴) |
| 2024          | 7 tháng 12           | Chân Dung                            | 画像            | OST phim truyền hình Lạp Tội Đồ Giám 2 (猎罪图鉴2）         | |
| 2024          | 12 tháng 12          | Đồng Hành Cùng Ánh Sáng              | 和光同往        | OST phim truyền hình Lạp Tội Đồ Giám 2 (猎罪图鉴2）         | |
| 2025          | 21 tháng 2           | Bài Ca Lạc Đà                        | 羊驼之歌        | OST phim truyền hình Bộ Lọc (滤镜)                          | |
| 2025          | 26 tháng 2           | Chân Thành Tạm Biệt                  | 好好告别        | OST phim truyền hình Bộ Lọc (滤镜)                          | |
| 2025          | 3 tháng 3            | Kiêu Hãnh Và Định Kiến               | 傲慢与偏见      | OST phim truyền hình Bộ Lọc (滤镜)                          | |

## Trình diễn sân khấu & chương trình truyền hình
| Năm       | Ngày phát sóng         | Chương trình | Bài hát                                                             | Ghi chú |
| --------- | ---------------------- | --- | ------------------------------------------------------------------- | --- |
| 2010-2015 | Xem thêm: MIC boy band | Xem thêm: MIC boy band                                                                                             | Xem thêm: MIC boy band                                              | Xem thêm: MIC boy band |
| 2018      | 9 tháng 12             | Đêm hội Điện ảnh 2018 (2018电影之夜)                                                                               | Fly Away                                                            | |
| 2018      | 30 tháng 12            | Nhạc hội đài vệ tinh Chiết Giang (浙江衛視領跑2019演唱會)                                                          | Sống một đời ý nghĩa (一生有意義)                                   | Cùng Tô Thanh (苏青) Hát gốc: La Văn (羅文), Chân Ni (甄妮) Nhạc phim Xạ điêu Anh hùng truyện Đông Tà Tây Độc 1983 (1983射鵰英雄傳之東邪西毒)                                                                     |
| 2020      | 17 tháng 1             | Danh sách tiên phong văn học truyền hình năm 2020 (2020電視文藝先鋒榜)                                             | Tranh đấu để hạnh phúc (我奮鬥我幸福)                               | |
| 2020      | 28 tháng 3             | Giọng hát trời ban Mùa 1 (天赐的声音 第一季) - Tập 5                                                               | Hôn khắp nơi (处处吻)                                               | Cùng Vương Phi Phi (王霏霏) Hát gốc: Dương Thiên Hoa (楊千嬅) |
| 2020      | 28 tháng 3             | Giọng hát trời ban Mùa 1 (天赐的声音 第一季) - Tập 5                                                               | Đôi cánh ánh sáng (光之翼)                                          | Cùng Trương Thiều Hàm (张韶涵) Hát gốc: Vương Phi (王菲) |
| 2020      | 27 tháng 6             | Khóa giới ca vương Mùa 5 (跨界歌王5)                                                                               | Lửa (火)                                                            | Cùng Chung Sở Hy (钟楚曦) |
| 2020      | 4 tháng 7              | Khóa giới ca vương Mùa 5 (跨界歌王5)                                                                               | Nghệ thuật gia vĩ đại (大艺术家)                                    | Hát gốc: Thái Y Lâm (蔡依林) |
| 2020      | 11 tháng 7             | Khóa giới ca vương Mùa 5 (跨界歌王5)                                                                               | Một chút (微微)                                                     | Hát gốc: Phó Như Kiều (傅如乔) |
| 2020      | 9 tháng 9              | Đêm nhạc 99 giao dịch tốt đài vệ tinh Giang Tô (2020江蘇衛視99划算夜)                                              | Mojito                                                              | Cùng Cảnh Điềm (景甜) Hát gốc: Châu Kiệt Luân (周杰倫) |
| 2020      | 25 tháng 11            | Lễ khai mạc giải thưởng Kim Kê lần thứ 33 (第33屆中國電影金雞獎開幕式)                                             | Bên kia ngọn núi (山那邊)                                           | Hát gốc: Thang Giai Nghệ (汤佳艺) |
| 2020      | 10 tháng 11            | Đêm hội siêu mua sắm 11.11 của Suning.com (蘇寧易購11.11超級秀)                                                    | Senorita                                                            | Cùng Trương Tử Ninh (張紫寧) Hát gốc: Shawn Mendes, Camila Cabello |
| 2020      | 12 tháng 12            | Theo đuổi ánh sáng đi! Anh trai Mùa 1 (追光吧！哥哥) - Tập 2                                                       | Hầu lung (猴籠)                                                     | Hát gốc: Tiêu Kính Đằng (蕭敬騰) |
| 2020      | 26 tháng 12            | Theo đuổi ánh sáng đi! Anh trai Mùa 1 (追光吧！哥哥) - Tập 4                                                       | Ngày đầu tiên (第一天)                                              | Cùng Tô Tỉnh (燒餅), Bánh Nướng (蘇醒) |
| 2020      | 31 tháng 12            | Đêm hội giao thừa Giấc mơ thành hiện thực 2021 đài Đông Phương (夢圓東方2021東方衛視跨年盛典)                      | Những bài hát chúng ta cùng theo đuổi năm ấy (那些年我們追過的歌)   | Cùng Phù Long Phi (符龍飛), Đinh Trạch Nhân (丁泽仁), Phó Tân Bác (付辛博), Hồ Hạ (胡夏), Lý Vấn Hàn (李汶翰), Trần Chí Bằng (陳志朋), Lý Trạch Phong (李泽锋), Tô Tỉnh (蘇醒), Ấn Tiểu Thiên (印小天)            |
| 2021      | 9 tháng 1              | Theo đuổi ánh sáng đi! Anh trai Mùa 1 (追光吧！哥哥) - Tập 6                                                       | Rừng trúc sâu thẳm (竹林深處)                                       | Cùng Đinh Trạch Nhân (丁泽仁), Lý Vấn Hàn (李汶翰), Phó Tân Bác (付辛博), Trần Hiểu Đông (陳曉東) Hát gốc: Vương Lực Hoành (王力宏)                                                                               |
| 2021      | 9 tháng 1              | Theo đuổi ánh sáng đi! Anh trai Mùa 1 (追光吧！哥哥) - Tập 6                                                       | Quá khứ chậm rãi (从前慢)                                           | Hát gốc: Diệp Huyễn Thanh (叶炫清) |
| 2021      | 23 tháng 1             | Theo đuổi ánh sáng đi! Anh trai Mùa 1 (追光吧！哥哥) - Tập 8                                                       | Cuộc đời vô danh (無名之輩)                                         | Cùng Phù Long Phi (符龍飛), Minh Đạo (明道), Tô Tỉnh (蘇醒), Uông Đông Thành (汪東城), Ấn Tiểu Thiên (印小天) Hát gốc: Uông Tô Lang (汪蘇瀧)                                                                      |
| 2021      | 30 tháng 1             | Theo đuổi ánh sáng đi! Anh trai Mùa 1 (追光吧！哥哥) - Tập 9                                                       | Sứ (瓷) - dance                                                     | Cùng Phù Long Phi (符龍飛) |
| 2021      | 6 tháng 2              | Theo đuổi ánh sáng đi! Anh trai Mùa 1 (追光吧！哥哥) - Tập 10                                                      | Thiện nữ u hồn (倩女幽魂)                                           | Cùng Phù Phi Long (符龍飛), Đinh Trạch Nhân (丁泽仁), Ngũ Gia Thành (伍嘉成), Ấn Tiểu Thiên (印小天), Lý Trạch Phong (李泽锋) Hát gốc: Trương Quốc Vinh (張國榮)                                                  |
| 2021      | 10 tháng 2             | Nhạc hội Mừng năm mới 2021 đài Đông Phương (東方衞視《新春潮樂會》)                                                | Cô gái nhỏ dưới ngọn đèn đường (路燈下的小姑娘)                     | Cùng Phù Long Phi (符龍飛), Trương Manh (張萌) Hát gốc: Trương Tường (张蔷) |
| 2021      | 10 tháng 2             | Đêm hài kịch mừng Xuân đài vệ tinh Chiết Giang (浙江衞視《喜劇春晚》)                                              | Khởi đầu của hạnh phúc (向快樂出發)                                 | Cùng Kim Tĩnh (金靖), Huỳnh Thánh Y (黄圣依), Phan Bân Long (潘斌龙) trong tiểu phẩm hài Buổi họp lớp (同學聚會)                                                                                                  |
| 2021      | 12 tháng 2             | Đêm hội mừng Xuân 2021 đài Bắc Kinh (2021北京台春晚)                                                               | Cùng đón xuân sang (春天我們在一起)                                 | Cùng Phù Long Phi (符龍飛), Vương Lâm Khải (王琳凱), Hà Sưởng Hi (何昶希) |
| 2021      | 20 tháng 2             | Theo đuổi ánh sáng đi! Anh trai Mùa 1 (追光吧！哥哥) - Tập 12                                                      | Vinh quang (光荣)                                                   | Cùng Phù Long Phi (符龍飛), Đinh Trạch Nhân (丁泽仁), Ngũ Gia Thành (伍嘉成), Lý Trạch Phong (李泽锋), Tiêu Thuận Nghiêu (肖顺尧), Ấn Tiểu Thiên (印小天) Hát gốc: Tỉnh Bách Nhiên (井柏然), Phó Tân Bác (付辛博) |
| 2021      | 20 tháng 2             | Theo đuổi ánh sáng đi! Anh trai Mùa 1 (追光吧！哥哥) - Tập 12                                                      | Con đường luôn rộng mở (路...一直都在)                              | Hát gốc: Trần Dịch Tấn (陈奕迅) |
| 2021      | 20 tháng 2             | Theo đuổi ánh sáng đi! Anh trai Mùa 1 (追光吧！哥哥) - Tập 12                                                      | Hầu lung (猴籠)                                                     | Hát gốc: Tiêu Kính Đằng (蕭敬騰) |
| 2021      | 26 tháng 2             | Đêm hội nguyên tiêu đài Hồ Nam (湖南衞視《元宵喜樂會》)                                                            | Sắc màu đêm nguyên tiêu (五彩元宵)                                  | Cùng Phù Long Phi (符龍飛), Trương Tử Ninh (張紫寧), Nãi Vạn (乃萬) |
| 2021      | 13 tháng 3             | Lễ trao giải chất lượng phim truyền hình 2021 (2021電視劇品質盛典)                                                 | Khoái lạc sùng bái (快樂崇拜)                                       | Cùng Lý Nhất Đồng (李一桐) |
| 2021      | 21 tháng 9             | Đêm hội Trung thu đài Đông Phương (2021東方衛視中秋夢幻夜)                                                         | Trăng sáng trên cao (月燃紙上)                                      | Cùng Dương Khải (楊凱), Tiêu Kiệt (肖杰), Mã Hiểu Long (馬曉龍), Hồ Hạo Lương (胡浩亮), Sử Kiện Khải (史健凱) |
| 2021      | 21 tháng 9             | Lễ khai mạc Liên hoan phim quốc tế Bắc Kinh lần thứ 11 (第11屆北京國際電影節開幕式)                                | Ánh trăng (月光)                                                    | Cùng Huỳnh Thánh Y (黄圣依), Hàn Đông Quân (韩东君) Hát gốc: Hồ Ngạn Bân (胡彦斌) |
| 2021      | 21 tháng 9             | Đêm hội siêu mua sắm 11.11 năm 2021 đài Hồ Nam (2021湖南衛視11.11超拼夜)                                           | Yêu QQ (QQ愛)                                                       | Cùng Lý Nhất Đồng (李一桐) |
| 2021      | 21 tháng 9             | Đêm hội siêu mua sắm 11.11 năm 2021 đài Hồ Nam (2021湖南衛視11.11超拼夜)                                           | Có thể thêm WeChat không (可不可以給我你的微信)                     | Cùng Lý Nhất Đồng (李一桐), Phù Long Phi (符龍飛), Tống Nghiên Phi (宋妍霏) |
| 2021      | 31 tháng 12            | Đêm hội phát thanh truyền hình Trung Hoa Ra khơi 2022 (中央廣播電視台《啓航2022》)                                 | Trở về thanh xuân (青春躍起來)                                      | Cùng Vương Gia Nhĩ (王嘉爾), Vưu Trưởng Tĩnh (尤长靖) |
| 2021      | 31 tháng 12            | Đêm hội giao thừa Thế vận hội mùa đông 2022 đài Bắc Kinh (北京衛視《2022迎冬奧BRTV環球跨年冰雪盛典》)              | Dũng khí (勇氣)                                                     | Cùng Củng Lập Giao (巩立姣) Hát gốc: Lương Tĩnh Như (梁靜茹) |
| 2021      | 31 tháng 12            | Đêm hội giao thừa Thế vận hội mùa đông 2022 đài Bắc Kinh (北京衛視《2022迎冬奧BRTV環球跨年冰雪盛典》)              | Mặt nạ (面罩)                                                       | Cùng Hà Sưởng Hi (何昶希) |
| 2021      | 31 tháng 12            | Đêm hội giao thừa Thế vận hội mùa đông 2022 đài Bắc Kinh (北京衛視《2022迎冬奧BRTV環球跨年冰雪盛典》)              | Mộng phi lạc vũ lâm (夢不落雨林)                                    | Cùng Hà Sưởng Hi (何昶希) và nhóm nhạc NAME (NAME女團) |
| 2021      | 31 tháng 12            | Đêm hội giao thừa Giấc mơ thành hiện thực 2022 đài Đông Phương (夢圓東方2022東方衛視跨年盛典)                      | Hầu lung (猴籠)                                                     | Hát gốc: Tiêu Kính Đằng (蕭敬騰) |
| 2021      | 31 tháng 12            | Đêm hội giao thừa Giấc mơ thành hiện thực 2022 đài Đông Phương (夢圓東方2022東方衛視跨年盛典)                      | Vũ lập toàn khai (舞立全開)                                         | Cùng Lý Vấn Hàn (李汶翰) |
| 2022      | 15 tháng 1             | Chương trình Tôi muốn đến Xuân Vãn 2021 (2021我要上春晚)                                                           | Hôm nay thật hạnh phúc (今兒個真高興)                               | |
| 2022      | 30 tháng 1             | Chương trình Sinh Long Hoạt Hổ đón xuân của CCTV (央視《生龍活虎迎春來》)                                          | Cung hỉ phát tài (恭喜發財)                                         | |
| 2022      | 31 tháng 1             | Đêm hội mừng xuân YOUNG của CCTV (央视频《Young在春晚》)                                                           | Sân khấu tuyệt vời nhất (最好的舞台)                                | Cùng Chu Chính Đình (朱正廷), Lưu Ca (劉迦) |
| 2022      | 1 tháng 2              | Đêm hội mừng xuân đài Đông Phương (2022東方衛視春晚)                                                               | Chạm vào tình yêu (觸摸到愛) - nhạc kịch                            | Cùng Kiều Sam (喬衫), Hoàng Linh (黃齡), Trịnh Kỳ Nguyên (郑棋元), Khương Tử Tân (姜梓新) |
| 2022      | 26 tháng 2             | Xin chào, thứ 7 (你好，星期六)                                                                                     | My boo - phiên bản dân ca                                           | Cùng Triệu Tiểu Đường (赵小棠) |
| 2022      | 26 tháng 2             | Xin chào, thứ 7 (你好，星期六)                                                                                     | Dạ khúc nửa vầng trăng (月半小夜曲)                                 | Hát gốc: Lý Khắc Cần (李克勤) |
| 2022      | 13 tháng 4             | Giọng hát trời ban Mùa 3 (天赐的声音 第三季) - Tập 4                                                               | Mặt mày hớn hở (眉飞色舞)                                           | Cùng Mạnh Giai (孟佳) Hát gốc: Trịnh Tú Văn (鄭秀文) |
| 2022      | 13 tháng 4             | Giọng hát trời ban Mùa 3 (天赐的声音 第三季) - Tập 4                                                               | Kẻ xấu xí mang đến nhiều rắc rối ("丑人"多作怪)                     | Cùng Trương Thiều Hàm (张韶涵) Hát gốc: Cáo Ngũ Nhân (告五人) Accusefive |
| 2022      | 29 tháng 4             | Vương bài đối Vương bài Mùa 7 (王牌对王牌7) - Tập 8                                                                | Chiến binh cô độc (孤勇者)                                          | Cùng Tống Á Hiên (宋亚轩) Hát gốc: Trần Dịch Tấn (陈奕迅) |
| 2022      | 30 tháng 4             | Xin chào, thứ 7 (你好，星期六)                                                                                     | Bài hát ca tụng nỗi cô đơn (孤獨歌頌)                               | Cùng Triệu Tiểu Đường (赵小棠) Hát gốc: Trần Văn Phi (陈文非) |
| 2022      | 1 tháng 5              | Vương bài đối Vương bài Mùa 7 (王牌对王牌7) - Tập 10                                                               | Mối tình đầu (初恋)                                                 | Cùng Quan Hiểu Đồng (关晓彤) Hát gốc: Mạc Văn Úy (莫文蔚) |
| 2022      | 1 tháng 5              | Chương trình đặc biệt Vẻ đẹp lao động Giấc mộng Trung Hoa năm 2022 của CCTV (2022中国梦劳动美)                     | Như nguyện (如願)                                                   | Cùng Vương Tích (王晰), Mã Giai (馬佳) Hát gốc: Vương Phi (王菲) Nhạc phim Tôi và bậc cha chú (我和我的父辈) |
| 2022      | 4 tháng 5              | Chương trình đặc biệt Ngày thanh niên 4 tháng 5 Tuổi trẻ phấn đấu của CCTV (奋斗的青春 - 2022年五四青年节特别节目) | Tiết mục Con đường đến với thơ Đường (唐詩之路)                     | |
| 2022      | 14 tháng 5             | Xin chào, thứ 7 (你好，星期六)                                                                                     | Về nhà (回家)                                                       | Cùng Triệu Tiểu Đường (赵小棠), Tần Tiêu Hiền (秦霄贤), Thái Văn Tịnh (蔡文静) |
| 2022      | 20 tháng 5             | Nhạc hội Cuộc đời là mộng đẹp (哼!人生就要美夢一場演唱會)                                                          | Mỗi người một phương (天各一方)                                     | Cùng Phù Long Phi (符龍飛) Hát gốc: Lưu Đức Hoa (劉德華) |
| 2022      | 20 tháng 5             | Nhạc hội Cuộc đời là mộng đẹp (哼!人生就要美夢一場演唱會)                                                          | Tố (做)                                                             | Cùng Phù Long Phi (符龍飛) |
| 2022      | 3 tháng 6              | Đêm nhạc Điều đáng nhớ nhất về Tết Đoan Ngọ của CCTV (央視《最憶是端午》)                                          | Hoạt hình ngắn Đoan Ngọ manh đoàn (端午萌團) - lồng tiếng 5 vai     | |
| 2022      | 4 tháng 6              | Xin chào, thứ 7 (你好，星期六)                                                                                     | Động vật không bị thuần phục (不被驯服的动物)                       | Cùng Trương Chân Nguyên (张真源) |
| 2022      | 11 tháng 6             | Xin chào, thứ 7 (你好，星期六)                                                                                     | Kiếm hồn (劍魂)                                                     | Cùng Lưu Vũ Ninh (刘宇宁) Hát gốc: Lý Vĩ (李煒) Nhạc phim Tân Anh hùng xạ điêu 2017 (2017射雕英雄传) |
| 2022      | 18 tháng 6             | Xin chào, thứ 7 (你好，星期六)                                                                                     | Đừng khinh thiếu niên nghèo (莫欺少年穷)                            | Cùng ban nhạc Cửu Liên Chân Nhân (九连真人) |
| 2022      | 25 tháng 6             | Xin chào, thứ 7 (你好，星期六)                                                                                     | Mối tình đầu (初恋)                                                 | Cùng Tăng Tỉ Đặc (曾比特), Tần Tiêu Hiền (秦霄贤), Hà Cảnh (何炅), A Vân Ca (阿云嘎) Hát gốc: Mạc Văn Úy (莫文蔚)                                                                                                 |
| 2022      | 25 tháng 6             | Xin chào, thứ 7 (你好，星期六)                                                                                     | Tóc rối (头发乱了)                                                  | Cùng Tăng Tỉ Đặc (曾比特) Hát gốc: Trương Học Hữu (張學友) |
| 2022      | 27 tháng 6             | Nhạc hội Đóa hoa Tử Kinh của chúng ta (我们的紫荆花)                                                               | Xe đạp (單車)                                                       | Hát gốc: Trần Dịch Tấn (陈奕迅) |
| 2022      | 9 tháng 7              | Xin chào, thứ 7 (你好，星期六)                                                                                     | Giải Phóng Tây của Trần Dật Luân (陈逸伦的解放西)                   | Cùng Liễu Sảng (柳爽), Từ Hải Kiều (徐海乔) Hát gốc: Liễu Sảng (柳爽) |
| 2022      | 16 tháng 7             | Xin chào, thứ 7 (你好，星期六)                                                                                     | Lông mi cong cong (睫毛弯弯)                                        | Cùng Quách Tuấn Thần (宇郭俊), Tôn Thiên Vũ (孙天宇) Hát gốc: Vương Tâm Lăng (王心凌) |
| 2022      | 30 tháng 7             | Xin chào, thứ 7 (你好，星期六)                                                                                     | Mặt trẻ con (娃娃脸)                                                | Cùng Phù Long Phi (符龙飞), Hậu Huyền (后弦) Hát gốc: Hậu Huyền (后弦) |
| 2022      | 30 tháng 7             | Xin chào, thứ 7 (你好，星期六)                                                                                     | Ring ring ring                                                      | Cùng đoàn Hi6, Dương Tử (杨紫), Phù Long Phi (符龍飛), Kiều Hân (乔欣) Hát gốc: Nhóm nhạc S.H.E |
| 2022      | 20 tháng 8             | Xin chào, thứ 7 (你好，星期六)                                                                                     | Bản thảo cương mục (本草纲目)                                       | Cùng Tô Tỉnh (苏醒) Hát gốc: Châu Kiệt Luân (周杰倫) |
| 2022      | 27 tháng 8             | Xin chào, thứ 7 (你好，星期六)                                                                                     | Khiêu vũ Senorita                                                   | Cùng Jessica Jung Nhạc nền Senorita của Shawn Mendes, Camila Cabello |
| 2022      | 3 tháng 9              | Xin chào, thứ 7 (你好，星期六)                                                                                     | Thiếu niên du (少年游)                                              | Cùng Ngụy Thần (魏晨) |
| 2022      | 10 tháng 9             | Đêm hội Trung thu CCTV 2022 (2022央視中秋晚會)                                                                     | Bài hát ca tụng nỗi cô đơn (孤獨歌頌)                               | Cùng Mao Hiểu Đồng (毛曉彤) Hát gốc: Trần Văn Phi (陈文非) |
| 2022      | 18 tháng 9             | Chương trình Sân trường sôi động (沸腾校园 Campus Go)                                                              | Vũ điệu Song hành (平行)                                            | Nhạc nền 11 của Đội trưởng Young Captain Hoàng Lễ Cách (黄礼格) |
| 2022      | 1 tháng 10             | Xin chào, thứ 7 (你好，星期六)                                                                                     | Nụ cười của anh (你的微笑)                                          | Cùng Thiện Y Thuần (单依纯), Triệu Tiểu Đường (赵小棠) Hát gốc: Na Anh (那英) |
| 2022      | 12 tháng 11            | Xin chào, thứ 7 (你好，星期六)                                                                                     | Cảnh sát trưởng mèo đen (黑猫警长)                                  | Cùng Châu Bách Hào (周柏豪) |
| 2022      | 12 tháng 11            | Xin chào, thứ 7 (你好，星期六)                                                                                     | Rất muốn rất muốn (好想好想)                                        | Cùng Tô Hữu Bằng (苏有朋) Hát gốc: Cổ Cự Cơ (古巨基) |
| 2022      | 31 tháng 12            | Đêm Nhạc Mừng Giao Thừa 2023 đài Hồ Nam                                                                            | IMMA GET IT                                                         | |
| 2023      | 14 tháng 1             | Đêm hội Kuaishou 2023 (快手老铁联欢晚会2023)                                                                       | Kỳ tích tái hiện (奇迹再现)                                         | Hát gốc: Tiêu Kính Đằng (蕭敬騰) |
| 2023      | 14 tháng 1             | Đêm hội Kuaishou 2023 (快手老铁联欢晚会2023)                                                                       | IMMA GET IT                                                         | |
| 2023      | 14 tháng 1             | Xin chào, thứ 7 (你好，星期六)                                                                                     | Đứa trẻ không hoàn mỹ (不完美小孩)                                  | Cùng đoàn Hi6, Bố Thụy Cát Bridge (布瑞吉) Hát gốc: TFBoys |
| 2023      | 28 tháng 1             | Xin chào, thứ 7 (你好，星期六)                                                                                     | IMMA GET IT                                                         | |
| 2023      | 4 tháng 3              | Xin chào, thứ 7 (你好，星期六)                                                                                     | Đi qua, khói lửa nhân gian (路过，人间烟火)                         | |
| 2023      | 11 tháng 3             | Xin chào, thứ 7 (你好，星期六)                                                                                     | Khiên ti hí (牵丝戏)                                                | Cùng Hà Cảnh (何炅), Trần Vỹ Đình (陈伟霆) Hát gốc: Ngân Lâm (银临), Aki A Kiệt (Aki阿杰) |
| 2023      | 11 tháng 3             | Xin chào, thứ 7 (你好，星期六)                                                                                     | Đôi mắt to (大眼睛)                                                 | Cùng đoàn Hi6, Trần Vỹ Đình (陈伟霆), Châu Bút Sướng (周笔畅), Điền Hi Vi (田曦薇), Quách Tuấn Thần (郭俊辰) Hát gốc: Dữu Trừng Khánh (庾澄慶)                                                                    |
| 2023      | 22 tháng 4             | Chương trình Tiếng ca còn mãi Mùa Đảo báu 2023 (声生不息宝岛季)                                                    | Tại sao lại yêu em nhiều đến thế (那么爱你为什么)                   | Cùng Vu Văn Văn (于文文), Vi Lễ An (韦礼安) Hát gốc: Hoàng Phẩm Nguyên (黃品源) |
| 2023      | 22 tháng 4             | Chương trình Tiếng ca còn mãi Mùa Đảo báu 2023 (声生不息宝岛季)                                                    | Nhất niệm vô minh (一念无明)                                        | |
| 2023      | 1 tháng 5              | Chương trình đặc biệt Vẻ đẹp lao động Giấc mộng Trung Hoa năm 2023 của CCTV (2023中国梦劳动美)                     | Theo đuổi ánh sáng (追逐光芒)                                       | Cùng Sư Bằng (师鹏) |
| 2023      | 23 tháng 8             | Đêm hội Thất tịch Douyin 2023 (抖音七夕晚会 直播)                                                                  | Đợi mãi không đợi được (等不到的等待)                               | OST phim Trường tương tư (长相思) - chủ đề nhân vật Tương Liễu |
| 2023      | 23 tháng 8             | Đêm hội Thất tịch Douyin 2023 (抖音七夕晚会 直播)                                                                  | Mê hoặc (着迷)                                                      | |
| 2023      | 29 tháng 9             | Đêm hội Trung thu CCTV 2023 (2023年中央广播电视总台中秋晚会)                                                       | Dạo bước đường đời (漫步人生路)                                     | Cùng Viêm Minh Hy (炎明熹) Hát gốc: Đặng Lệ Quân (鄧麗君) |
| 2023      | 15 tháng 11            | Đêm Lấp Lánh Douyin 2023                                                                                           | Nhất niệm vô minh (一念无明)                                        | |
| 2023      | 15 tháng 11            | Đêm Lấp Lánh Douyin 2023                                                                                           | IMMA GET IT                                                         | |
| 2023      | 31 tháng 12            | Đêm Nhạc Mừng Giao Thừa 2024 đài Hồ Nam                                                                            | Đợi mãi không đợi được (等不到的等待)                               | Nhạc phim Trường tương tư (长相思) - chủ đề nhân vật Tương Liễu |
| 2023      | 31 tháng 12            | Đêm Nhạc Mừng Giao Thừa 2024 đài Hồ Nam                                                                            | Mona Lisa (蒙娜丽莎)                                                | |
| 2024      | 3 tháng 2              | Đêm Hội Nghe Nhìn Trực Tuyến 2024                                                                                  | Đi qua, khói lửa nhân gian (路过，人间烟火)                         | |
| 2024      | 9 tháng 2              | Chương trình Xuân Vãn 2024 của CCTV (2024年央视春晚)                                                               | Hướng Vào Mây (向云端)                                              | Cùng Hoàng Ỷ San (黄绮珊) |
| 2024      | 9 tháng 2              | Chương trình Xuân Vãn 2024 của CCTV (2024年央视春晚)                                                               | Đêm Nay Khó Quên (难忘今宵)                                         | Hợp xướng |
| 2024      | 10 tháng 2             | Bách Hoa Nghênh Xuân                                                                                               | Những Người Bạn Đồng Hành (同路人)                                  | Cùng Dương Mịch (杨幂), Lý Quang Kiệt (李光潔) |
| 2024      | 3 tháng 8              | Xin chào, thứ 7 (你好，星期六)                                                                                     | Thời Khắc Đen Tối (炙暗时刻)                                        | |
| 2024      | 31 tháng 8             | Xin chào, thứ 7 (你好，星期六)                                                                                     | Đợi Câu Trả Lời Từ Cậu (等你的回答)                                 | Cùng Cao Hãn Vũ (高瀚宇), Nguỵ Triết Minh (魏哲鸣), Dương Địch (杨迪) Hát gốc: TF Gia Tộc F3 |
| 2024      | 8 tháng 9              | Đêm Chua Ngọt đài truyền hình Hồ Nam (湖南卫视酸甜之夜)                                                            | Chua Chua Ngọt Ngọt Thật Là Tôi (酸酸甜甜真的我)                    | |
| 2024      | 8 tháng 9              | Đêm Chua Ngọt đài truyền hình Hồ Nam (湖南卫视酸甜之夜)                                                            | Tôi Phải Rời Khỏi Trái Đất Vào Mỗi Cuối Tuần (每到周末我要离开地球) | |
| 2024      | 10 tháng 11            | Đêm hội Song Thập Nhất (11.11) đài truyền hình Hồ Nam                                                              | Kim Phong Ngọc Lộ (金风玉露)                                        | Cùng Diêm Ni (闫妮) |
| 2024      | 28 tháng 12            | Đêm Mỹ Hảo Kinh Hỉ Douyin                                                                                          | Người Yêu Neon (霓虹甜心)                                           | Hát gốc: Mosaic |
| 2024      | 28 tháng 12            | Đêm Mỹ Hảo Kinh Hỉ Douyin                                                                                          | IMMA GET IT                                                         | |
| 2024      | 31 tháng 12            | Đêm Nhạc Mừng Giao Thừa 2025 đài truyền hình Đông Phương                                                           | Thời Khắc Đen Tối (炙暗时刻)                                        | |
| 2024      | 31 tháng 12            | Đêm Nhạc Mừng Giao Thừa 2025 đài truyền hình Đông Phương                                                           | Sự Cô Độc Mỹ Lệ (美丽的孤独)                                        | |
| 2025      | 25 tháng 1             | Đêm Giao Thừa Kuaishou                                                                                             | Nghìn Năm Đợi Một Hồi (千年等一回)                                  | Cùng Triệu Nhã Chi (趙雅芝) |
| 2025      | 25 tháng 1             | Đêm Giao Thừa Kuaishou                                                                                             | Đi qua, khói lửa nhân gian (路过，人间烟火)                         | |
| 2025      | 29 tháng 1             | Chương trình Xuân Vãn 2025 của đài truyền hình Bắc Kinh                                                            | Tôi Phải Rời Khỏi Trái Đất Vào Mỗi Cuối Tuần (每到周末我要离开地球) | |
| 2025      | 8 tháng 3              | Đêm Siêu Đỉnh Cao QQ Âm Nhạc (QQ音乐超级巅峰之夜)                                                                  | Đốt Cháy (烧掉)                                                     | |
| 2025      | 8 tháng 3              | Đêm Siêu Đỉnh Cao QQ Âm Nhạc (QQ音乐超级巅峰之夜)                                                                  | Thời Khắc Đen Tối (炙暗时刻)                                        | |
| 2025      | 8 tháng 3              | Đêm Siêu Đỉnh Cao QQ Âm Nhạc (QQ音乐超级巅峰之夜)                                                                  | Mona Lisa (蒙娜丽莎)                                                | |
| 2025      | 18 tháng 4             | Liên Hoan Phim Quốc Tế Bắc Kinh lần thứ 15                                                                         | Nơi câu chuyện kết thúc (在故事的最终)                              | OST phim Na Tra 2: Ma đồng náo hải (哪吒之魔童闹海) Hát gốc: Trương Bích Thần (张碧晨) |
| 2025      | 31 tháng 5             | Khách mời taị concert Magic City Show của Mạc Văn Uý tại Thượng Hải                                                | Đợi mãi không đợi được (等不到的等待)                               | OST phim Trường tương tư (长相思) - chủ đề nhân vật Tương Liễu |
| 2025      | 31 tháng 5             | Khách mời taị concert Magic City Show của Mạc Văn Uý tại Thượng Hải                                                | Em, Người mà tôi đã đánh mất (被我弄丢的你)                         | Cùng Mạc Văn Uý (莫文蔚) OST phim Em, Người Mà Tôi Đã Đánh Mất |
| 2025      | 14 tháng 6             | Lễ Tốt Nghiệp QQ Âm Nhạc                                                                                           | Tôi Phải Rời Khỏi Trái Đất Vào Mỗi Cuối Tuần (每到周末我要离开地球) | |
| 2025      | 14 tháng 6             | Lễ Tốt Nghiệp QQ Âm Nhạc                                                                                           | IMMA GET IT                                                         | |
| 2025      | 14 tháng 6             | Lễ Tốt Nghiệp QQ Âm Nhạc                                                                                           | Chân Thành Tạm Biệt (好好告别)                                      | OST phim Bộ Lọc (滤镜) |
| 2025      | 14 tháng 6             | Lễ Tốt Nghiệp QQ Âm Nhạc                                                                                           | Mona Lisa (蒙娜丽莎)                                                | |
| 2025      | 27 tháng 6             | Lễ Trao Giải Bạch Ngọc Lan (Liên Hoan Phim Truyền Hình Thượng Hải) lần thứ 30                                      | Đợi mãi không đợi được (等不到的等待)                               | OST phim Trường tương tư (长相思) - chủ đề nhân vật Tương Liễu |
| 2025      | 27 tháng 6             | Lễ Trao Giải Bạch Ngọc Lan (Liên Hoan Phim Truyền Hình Thượng Hải) lần thứ 30                                      | Chân dung (画像)                                                    | OST phim Lạp Tội Đồ Giám 2 (猎罪图鉴2) |

## Concert

#### 2024 JC-T Solo Tour - My Story Your Love 「多见一次」(Gặp Thêm Lần Nữa)
| Thời gian  | Địa Điểm   | Danh Sách Bài Hát |
| ---------- | ---------- | --- |
| 17/08/2024 | Thượng Hải | 1. Nhất Niệm Vô Minh (一念无明) 2. Thời Khắc Đen Tối (炙暗时刻) 3. IMMA GET IT 4. Sự Cô Độc Mỹ Lệ (美丽的孤独) 5. Mộng Cảnh (梦境) 6. Thiên Vị Khói Lửa Nhân Gian (偏爱人间烟火) - OST phim truyền hình Trường Tương Tư (长相思) 7. Đợi Mãi Không Đợi Được (等不到的等待) - OST phim truyền hình Trường Tương Tư (长相思) - Bài hát chủ đề nhân vật Tương Liễu 8. Đăng Hoả Thiên Vạn (灯火万千) - OST phim hoạt hình Tân Thần Bảng: Dương Tiễn (新神榜：杨戬) 9. Khi Pháo Hoa Dần Tan Biến (一把烟花放完) 10. I Got You - OST phim truyền hình Bạn Có An Toàn? (你安全吗) 11. Lạp Tội Đồ Giám (猎罪图鉴) - OST phim truyền hình Lạp Tội Đồ Giám (猎罪图鉴) 12. Mê Hoặc (着迷) 13. Tôi Phải Rời Khỏi Trái Đất Vào Mỗi Cuối Tuần (每到周末我要离开地球) 14. Cảm Ơn Người (谢谢侬) - Hát gốc: Trần Dịch Tấn 15. Sợ Hãi (害怕) - Hát gốc: Lâm Tuấn Kiệt 16. Cần Người Ở Bên (需要人陪) - Hát gốc: Vương Lực Hoành 17. Tình Đầu (初恋) - Hát gốc: Mạc Văn Uý 18. Đợi Câu Trả Lời Từ Cậu (等你的回答) - Hát gốc: TF Gia Tộc F3 19. Đốt Cháy (烧掉) 20. INU 21. Những Đốm Lửa Ấy (那些萤火) 22. Hầu Lung (猴笼) - Hát gốc: Tiêu Kính Đằng 23. Mona Lisa (蒙娜丽莎) |
| 31/08/2024 | Bắc Kinh   | 1. Nhất Niệm Vô Minh (一念无明) 2. Thời Khắc Đen Tối (炙暗时刻) 3. IMMA GET IT 4. Sự Cô Độc Mỹ Lệ (美丽的孤独) 5. Mộng Cảnh (梦境) 6. Thiên Vị Khói Lửa Nhân Gian (偏爱人间烟火) - OST phim truyền hình Trường Tương Tư (长相思) 7. Đợi Mãi Không Đợi Được (等不到的等待) - OST phim truyền hình Trường Tương Tư (长相思) - Bài hát chủ đề nhân vật Tương Liễu 8. Đăng Hoả Thiên Vạn (灯火万千) - OST phim hoạt hình Tân Thần Bảng: Dương Tiễn (新神榜：杨戬) 9. Khi Pháo Hoa Dần Tan Biến (一把烟花放完) 10. I Got You - OST phim truyền hình Bạn Có An Toàn? (你安全吗) 11. Lạp Tội Đồ Giám (猎罪图鉴) - OST phim truyền hình Lạp Tội Đồ Giám (猎罪图鉴) 12. Mê Hoặc (着迷) 13. Tôi Phải Rời Khỏi Trái Đất Vào Mỗi Cuối Tuần (每到周末我要离开地球) 14. Mây Và Biển (云与海) - Hát gốc: A Yue Yue 15. Hồ Điệp (蝴蝶) - Hát gốc: Đào Triết 16. Thủy Tinh Ký / Ký Ức Sao Thuỷ (水星记) - Hát gốc: Quách Đỉnh 17. Tình Đầu (初恋) - Hát gốc: Mạc Văn Uý 18. Quên Đi Cái Ôm (忘记拥抱) - Hát gốc: Hoàng Lệ Linh (A-Lin) 19. Đốt Cháy (烧掉) 20. INU 21. Những Đốm Lửa Ấy (那些萤火) 22. Hầu Lung (猴笼) - Hát gốc: Tiêu Kính Đằng 23. Mona Lisa (蒙娜丽莎) |
| 05/10/2024 | Nam Kinh   | 1. Nhất Niệm Vô Minh (一念无明) 2. Thời Khắc Đen Tối (炙暗时刻) 3. IMMA GET IT 4. Sự Cô Độc Mỹ Lệ (美丽的孤独) 5. Xiềng Xích (枷锁) 6. Mộng Cảnh (梦境) 7. Lạp Tội Đồ Giám (猎罪图鉴) - OST phim truyền hình Lạp Tội Đồ Giám (猎罪图鉴) 8. Đăng Hoả Thiên Vạn (灯火万千) - OST phim hoạt hình Tân Thần Bảng: Dương Tiễn (新神榜：杨戬) 9. Sớm Chiều (朝夕) - OST phim truyền hình Rất Nhớ Rất Nhớ Anh (很想很想你) 10. Thiên Vị Khói Lửa Nhân Gian (偏爱人间烟火) - OST phim truyền hình Trường Tương Tư (长相思) 11. Đợi Mãi Không Đợi Được (等不到的等待) - OST phim truyền hình Trường Tương Tư (长相思) - Bài hát chủ đề nhân vật Tương Liễu 12. Khi Pháo Hoa Dần Tan Biến (一把烟花放完) 13. I Got You - OST phim truyền hình Bạn Có An Toàn? (你安全吗) 14. Mê Hoặc (着迷) 15. Tôi Phải Rời Khỏi Trái Đất Vào Mỗi Cuối Tuần (每到周末我要离开地球) 16. Chua Chua Ngọt Ngọt Thật Là Tôi (酸酸甜甜真的我) 17. Tâm Động (心动) - Hát gốc: Lâm Hiểu Bồi 18. Mỗi Giây Phút Đều Cần Có Em (分分钟需要你) - Hát gốc: Lâm Tử Tường 19. Người Yêu Neon (霓虹甜心) - Hát gốc: Mosaic 20. Cạn Ly (干杯) - Hát gốc: Mayday Ngũ Nguyệt Thiên 21. Chớ Khinh Thiếu Niên Nghèo (莫欺少年穷) - Hát gốc: Cửu Liên Chân Nhân 22. Hầu Lung (猴笼) - Hát gốc: Tiêu Kính Đằng 23. Mona Lisa (蒙娜丽莎) 24. Đốt Cháy (烧掉) 25. INU 26. Những Đốm Lửa Ấy (那些萤火) |
| 16/11/2024 | Thành Đô   | 1. Nhất Niệm Vô Minh (一念无明) 2. Thời Khắc Đen Tối (炙暗时刻) 3. IMMA GET IT 4. Sự Cô Độc Mỹ Lệ (美丽的孤独) 5. Xiềng Xích (枷锁) 6. Mộng Cảnh (梦境) 7. Lạp Tội Đồ Giám (猎罪图鉴) - OST phim truyền hình Lạp Tội Đồ Giám (猎罪图鉴) 8. Đăng Hoả Thiên Vạn (灯火万千) - OST phim hoạt hình Tân Thần Bảng: Dương Tiễn (新神榜：杨戬) 9. Bách Niên Mộng Khứ (百年梦去) - OST phim truyền hình Rất Nhớ Rất Nhớ Anh (很想很想你) 10. Thiên Vị Khói Lửa Nhân Gian (偏爱人间烟火) - OST phim truyền hình Trường Tương Tư (长相思) 11. Đợi Mãi Không Đợi Được (等不到的等待) - OST phim truyền hình Trường Tương Tư (长相思) - Bài hát chủ đề nhân vật Tương Liễu 12. Khi Pháo Hoa Dần Tan Biến (一把烟花放完) 13. I Got You - OST phim truyền hình Bạn Có An Toàn? (你安全吗) 14. Mê Hoặc (着迷) 15. Tôi Phải Rời Khỏi Trái Đất Vào Mỗi Cuối Tuần (每到周末我要离开地球) 16. Người Bệnh Cô Độc (孤独患者) - Hát gốc: Trần Dịch Tấn 17. Mỗi Giây Phút Đều Cần Có Em (分分钟需要你) - Hát gốc: Lâm Tử Tường 18. Người Yêu Neon (霓虹甜心) - Hát gốc: Mosaic 19. I Love You 3000 - Hát gốc: Stephanie Poetri 20. Lover boy 88 - Hát gốc: Higher Brothers và Phum Viphurit 21. Đốt Cháy (烧掉) 22. INU 23. Những Đốm Lửa Ấy (那些萤火) 24. Hầu Lung (猴笼) - Hát gốc: Tiêu Kính Đằng 25. Mona Lisa (蒙娜丽莎)                                             |
| 07/12/2024 | Thâm Quyến | 1. Thời Khắc Đen Tối (炙暗时刻) 2. IMMA GET IT 3. Hôn Khắp Nơi (处处吻) - Hát gốc: Dương Thiên Hoa 4. Sự Cô Độc Mỹ Lệ (美丽的孤独) 5. Xiềng Xích (枷锁) 6. Mộng Cảnh (梦境) 7. Lạp Tội Đồ Giám (猎罪图鉴) - OST phim truyền hình Lạp Tội Đồ Giám (猎罪图鉴) 8. Đăng Hoả Thiên Vạn (灯火万千) - OST phim hoạt hình Tân Thần Bảng: Dương Tiễn (新神榜：杨戬) 9. Thiên Vị Khói Lửa Nhân Gian (偏爱人间烟火) - OST phim truyền hình Trường Tương Tư (长相思) 10. Đợi Mãi Không Đợi Được (等不到的等待) - OST phim truyền hình Trường Tương Tư (长相思) - Bài hát chủ đề nhân vật Tương Liễu 11. Khi Pháo Hoa Dần Tan Biến (一把烟花放完) 12. I Got You - OST phim truyền hình Bạn Có An Toàn? (你安全吗) 13. Mê Hoặc (着迷) 14. Tôi Phải Rời Khỏi Trái Đất Vào Mỗi Cuối Tuần (每到周末我要离开地球) 15. Ký Ức Độc Quyền (独家记忆) - Hát gốc: Trần Tiểu Xuân 16. Khung Hình / Nhất Cách Cách (一格格) - Hát gốc: Vệ Lan 17. Đà Phi Luân (陀飞轮) - Hát gốc: Trần Dịch Tấn 18. Hoàng Hôn Say Rồi (夕阳醉了) - Hát gốc: Trương Học Hữu 19. Tình Năm Ấy (当年情) - Hát gốc: Trương Quốc Vinh 20. Đốt Cháy (烧掉) 21. Chân Dung (画像) - OST phim truyền hình Lạp Tội Đồ Giám 2 (猎罪图鉴二) 22. INU 23. Những Đốm Lửa Ấy (那些萤火) 24. Hầu Lung (猴笼) - Hát gốc: Tiêu Kính Đằng 25. Mona Lisa (蒙娜丽莎) 26. Nhất Niệm Vô Minh (一念无明)               |

## Giải thưởng & đề cử
| Năm  | Giải thưởng                                                                                                | Hạng mục                                           | Tác phẩm đề cử                                                     | Kết quả                         | Note     |
| ---- | --- | -------------------------------------------------- | ------------------------------------------------------------------ | ------------------------------- | -------- |
| 2006 | Giải đấu toàn quốc Cúp Đào Lý lần thứ 8                                                                    | Thiếu niên                                         | Nhảy Latin                                                         | Quán quân                       |          |
| 2006 | Giải vô địch Khiêu vũ thể thao toàn quốc                                                                   | Chuyên nghiệp dưới 16 tuổi                         | Nhảy Latin                                                         | Quán quân                       |          |
| 2006 | Giải vô địch Khiêu vũ thể thao toàn quốc                                                                   | Chuyên nghiệp dưới 16 tuổi                         | Nhảy hiện đại                                                      | Hạng năm                        |          |
| 2006 | Giải IDSF Thế giới Thượng Hải thường niên mở rộng                                                          | Dưới 16 tuổi                                       | Khiêu vũ Latin                                                     | Hạng ba                         |          |
| 2006 | Giải IDSF Thế giới Thượng Hải thường niên mở rộng                                                          | Dưới 16 tuổi                                       | Nhảy hiện đại                                                      | Hạng tư                         |          |
| 2012 | Vũ lâm đại hội (Lần 3)                                                                                     |                                                    |                                                                    | Hạng tư                         |          |
| 2013 | Lễ hội âm nhạc Pop Hồng Kông Châu Á lần thứ 3                                                              |                                                    |                                                                    | Nhân khí Weixin                 | cùng MIC |
| 2013 | Lễ hội âm nhạc Pop Hồng Kông Châu Á lần thứ 3                                                              | Diễn dịch sân khấu xuất sắc nhất                   |                                                                    |                                 | cùng MIC |
| 2013 | Lễ hội âm nhạc Pop Hồng Kông Châu Á lần thứ 3                                                              | Ngôi sao đang lên Châu Á                           |                                                                    |                                 | cùng MIC |
| 2014 | Giải Vàng Siêu kết hợp Âm nhạc Trung Quốc                                                                  |                                                    |                                                                    | Quả chuông vàng                 | cùng MIC |
| 2018 | Lễ trao giải của đài Truyền hình Vệ tinh Quảng Tây                                                         |                                                    |                                                                    | Nam diễn viên mới xuất sắc nhất |          |
| 2020 | Show hài kịch "Bạn cười lên thật đẹp"                                                                      |                                                    |                                                                    | Quán quân                       |          |
| 2020 | Quốc kịch thịnh điển                                                                                       | Nam diễn viên có phong cách đặc biệt               | "Bên tóc mai không phải hải đường hồng" - vai diễn Trần Nhẫn Hương | Đạt giải                        |          |
| 2021 | Lễ hội thời trang Figaro 2021                                                                              | Diễn viên Tiên phong thời trang nổi tiếng          |                                                                    | Đạt giải                        |          |
| 2021 | Phẩm chất kịch thịnh điển                                                                                  | Diễn viên mới chất lượng                           | "Đưa ba đi du học" - vai diễn Trần Khải Văn                        | Đạt giải                        |          |
| 2021 | Theo đuổi ánh sáng đi! Ca ca! - Mùa 1                                                                      |                                                    |                                                                    | Quán quân                       |          |
| 2022 | Đêm hội tầm nhìn Weibo 2022                                                                                | Nam diễn viên được mong đợi của năm                |                                                                    | Đạt giải                        |          |
| 2022 | Liên hoan phim truyền hình châu Á (ATA)                                                                    | Nam diễn viên chính xuất sắc nhất mảng truyền hình | "Lạp tội đồ giám" - vai diễn Thẩm Dực                              | Đề cử                           |          |
| 2022 | Liên hoan phim truyền hình Quốc tế Tân thời đại lần thứ 3 (Giải thưởng Ốc xà cừ)                           | Nam diễn viên được yêu thích nhất                  | "Lạp tội đồ giám" - vai diễn Thẩm Dực                              | Đạt giải                        |          |
| 2023 | Đêm hội Weibo 2022                                                                                         | Diễn viên vượt trội của năm                        |                                                                    | Đạt giải                        |          |
| 2023 | Giải thưởng Hoa Đỉnh lần thứ 36                                                                            | Nam diễn viên chính xuất sắc nhất                  | "Bạn an toàn không?" - vai diễn Tần Hoài                           | Đề cử                           |          |
| 2023 | Giải thưởng Kim Liên Hoa (LHP Quốc Tế Macau lần thứ 14)                                                    | Nam diễn viên chính xuất sắc nhất                  | "Bạn an toàn không?" - vai diễn Tần Hoài                           | Đề cử                           |          |
| 2023 | Liên hoan phim truyền hình châu Á (ATA) 2023                                                               | Nam diễn viên chính xuất sắc nhất mảng webdrama    | "Bạn an toàn không?" - vai diễn Tần Hoài                           | Đề cử                           |          |
| 2023 | Đêm hội tầm nhìn Weibo 2023                                                                                | Diễn viên có sức kêu gọi của năm                   |                                                                    | Đạt giải                        |          |
| 2023 | Tinh quang đại thưởng Tencent 2023                                                                         | Nghệ sĩ toàn diện của năm                          |                                                                    | Đạt giải                        |          |
| 2023 | Tinh quang đại thưởng Tencent 2023                                                                         | Nghệ sĩ VIP của Tencent 2023                       |                                                                    | Đạt giải                        |          |
| 2023 | Báo cáo Âm nhạc thường niên CMC 2023                                                                       | Nghệ sĩ toàn diện của năm                          |                                                                    | Đạt giải                        |          |
| 2023 | Báo cáo Âm nhạc thường niên CMC 2023                                                                       | Album hay nhất của năm                             | Album solo DREAMS                                                  | Đạt giải                        |          |
| 2023 | Báo cáo Âm nhạc thường niên CMC 2023                                                                       | Thập đại kim khúc của năm                          | Ngang qua khói lửa nhân gian                                       | Đạt giải                        |          |
| 2023 | Báo cáo Âm nhạc thường niên CMC 2023                                                                       | TOP 100 ca khúc của năm                            | IMMA GET IT                                                        | Đạt giải                        |          |
| 2023 | Báo cáo Âm nhạc thường niên CMC 2023                                                                       | TOP 100 ca khúc của năm                            | Ngang qua khói lửa nhân gian                                       | Đạt giải                        |          |
| 2023 | Báo cáo Âm nhạc thường niên CMC 2023                                                                       | TOP 100 ca khúc của năm                            | Mộng cảnh                                                          | Đạt giải                        |          |
| 2023 | Báo cáo Âm nhạc thường niên CMC 2023                                                                       | TOP 100 ca khúc của năm                            | Vạn cốt thôi sa                                                    | Đạt giải                        |          |
| 2023 | Báo cáo Âm nhạc thường niên CMC 2023                                                                       | TOP 100 ca khúc của năm                            | Mê hoặc                                                            | Đạt giải                        |          |
| 2023 | Giải thưởng Nhạc Pop Châu Á APMA 2023                                                                      | Màn Trình Diễn Vũ Đạo Xuất Sắc Nhất                | IMMA GET IT                                                        | Đề cử                           |          |
| 2023 | Giải thưởng Nhạc Pop Châu Á APMA 2023                                                                      | Nam ca sĩ Hoa Ngữ xuất sắc nhất                    | Album solo DREAMS                                                  | Đề cử                           |          |
| 2023 | Giải thưởng Nhạc Pop Châu Á APMA 2023                                                                      | TOP 20 Album xuất sắc của năm (Hoa ngữ)            | Album solo DREAMS                                                  | Đạt giải                        |          |
| 2024 | Đêm hội Weibo 2023                                                                                         | Diễn viên được chú ý của năm                       |                                                                    | Đạt giải                        |          |
| 2024 | Đêm hội tầm nhìn Weibo 2024                                                                                | Diễn xuất chất lượng của năm                       |                                                                    | Đạt giải                        |          |
| 2024 | Liên hoan phim truyền hình Quốc tế Tân thời đại lần thứ 4 (Giải thưởng Ốc xà cừ)                           | Diễn viên có sức ảnh hưởng nhất                    | "Trường tương tư" - vai diễn Tương Liễu                            | Đề cử                           |          |
| 2024 | Giải thưởng Nhạc Pop Châu Á APMA 2024                                                                      | Nghệ sĩ nam xuất sắc nhất                          | Album solo Hoán 焕                                                 | Đề cử                           |          |
| 2024 | Bảng xếp hạng âm nhạc Tencent 2024                                                                         | Album của năm                                      | Album solo Hoán 焕                                                 | Đạt giải                        |          |
| 2024 | Bảng xếp hạng đỉnh cao âm nhạc hàng năm của QQ Music 2024                                                  | Top 10 nghệ sĩ của năm                             |                                                                    | Đạt giải                        |          |
| 2024 | Giải thưởng Kim Liên Hoa (LHP Quốc Tế Macau lần thứ 15)                                                    | Nam diễn viên chính xuất sắc nhất                  | "Tứ phương quán" - vai diễn Nguyên Mạc                             | Đề cử                           |          |
| 2025 | Đêm hội weibo 2024                                                                                         | Diễn viên có sức kêu gọi của năm                   |                                                                    | Đạt giải                        |          |
| 2025 | Giải thưởng Kim Thụ Lâm (lần thứ nhất - năm 2024) do Hiệp hội sản xuất phim truyền hình Trung Quốc tổ chức | Nam diễn viên được yêu thích nhất của năm          | "Lạp tội đồ giám 2" - vai diễn Thẩm Dực                            | Đạt giải                        |          |
| 2025 | Lễ hội âm nhạc QQ 2025                                                                                     | Nghệ sĩ toàn năng                                  |                                                                    | Đạt giải                        |          |
| 2025 | Lễ hội âm nhạc QQ 2025                                                                                     | Ca sĩ được yêu thích                               |                                                                    | Đạt giải                        |          |